# شوگون‌سالاری آشیکاگا

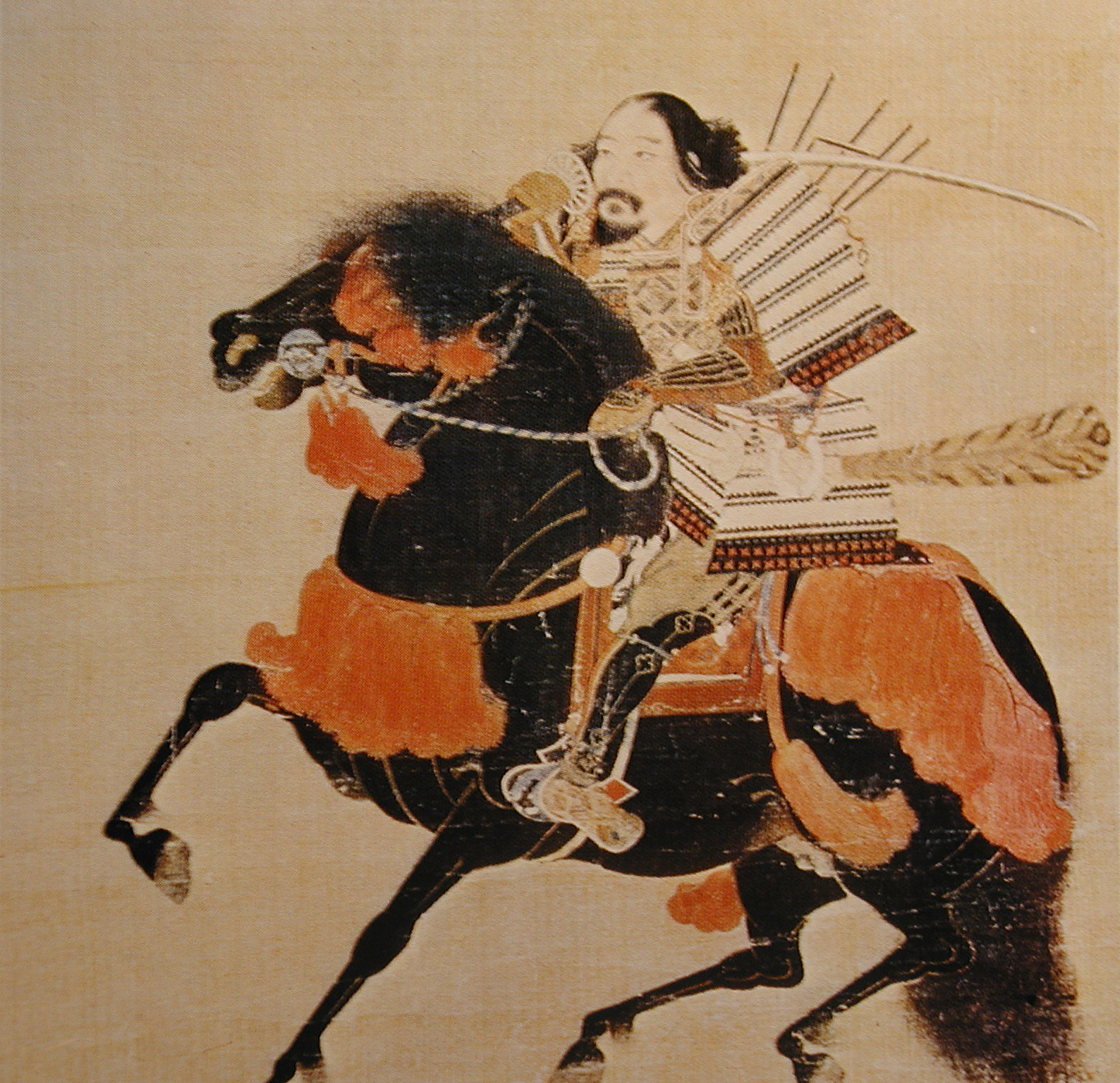
آشیکاگا تاکائوجی بنیان‌گذار آشیکاگا باکوفو (شوگون‌سالاری آشیکاگا)

شوگون‌سالاری آشیکاگا (به ژاپنی: 足利幕府, Ashikaga bakufu)؛ شوگون‌سالاری موروماچی یا آشیکاگا باکوفو یک دیکتاتوری نظامی فئودالی بود که از سوی شوگونهای خاندان آشیکاگا اداره می‌شد. نام دیگر این دوران دوره موروماچی است. بنیان‌گذار شوگون‌سالاری آشیکاگا آشیکاگا تاکائوجی بود. او از آغاز دوره موروماچی در سال ۱۳۳۸ تا هنگام مرگش در سال ۱۳۵۸ میلادی قدرت را در دست داشت. در دوران او کشور به دو دربار شمالی و جنوبی تقسیم شد. دربار شمالی زیر نفوذ آشی‌کاگا بود و دربار جنوبی از امپراتور گودایگو حمایت می‌کرد. این دوره در تاریخ ژاپن با نام دوره نانبوکوچو شناخته می‌شود. سرانجام در سال ۱۳۹۲ دربار جنوبی تسلیم خاندان آشیکاگا شد.

## زمینه
از سال ۱۱۸۰ تا ۱۱۸۵، جنگ گنپی بین خاندان تایرا و خاندان میناموتو که مدت‌ها برای ایجاد نفوذ بر امپراتور ژاپن و دربار امپراتوری در کیوتو، به شدت رقابت می‌کردند، با پیروزی خاندان میناموتو تحت رهبری میناموتو نو یوریتومو، با تأسیس شوگون‌سالاری کاماکورا و پس از اعلام خود به عنوان شوگون و آغاز دوره کاماکورا به پایان رسید. سپس خاندان هوجو به قدرت رسیدند و ژاپن را از شهر کاماکورا، کاناگاوا اداره کردند، در حالی که امپراتور و دربار امپراتوری وی در پایتخت رسمی هی‌آن-کیو باقی ماند. انحصار قدرت هوجو و همچنین عدم پاداش پس از شکست حمله مغول در حمله مغول به ژاپن، منجر به کینه‌توزی در بین ملازمان خاندان هوجو شد.
در سال ۱۳۳۳، امپراتور گودای‌گو به فرمانروایان محلی حاکم دستور مخالفت با حکومت خاندان هوجو، به نفع حکومت امپراتوری تحت نام تجدید حیات کنمو را داد. شوگون کاماکورا به آشیکاگا تاکائوجی دستور داد تا این قیام را خنثی کند، اما به دلایلی که نامشخص است، تاکائوجی علیه شوگون‌سالاری کاماکورا قیام کرد و به نمایندگی از دربار امپراتوری جنگید و با موفقیت شوگون‌سالاری کاماکورا را سرنگون کرد. احتمالاً به این دلیل بود که تاکائوجی رهبر غیررسمی خاندان ناتوان خاندان میناموتو بود در حالی که خاندانی که در عمل بر کشور حکومت می‌کرد، خاندان هوجو، از خاندان تایرا بودند که خاندان میناموتو قبلاً آنها را شکست داده بود. ژاپن به حکومت غیرنظامی امپراتوری بازگشت، اما سیاست‌های امپراتور گو-دایگو محبوبیتی نداشت و نتوانست رضایت کسانی که برای او جنگیده بودند را راضی کند. در سال ۱۳۳۶، تاکائوجی دولت نظامی خود را در کیوتو تأسیس کرد و عملاً تجدید حیات کنمو را سرنگون کرد و خود را به عنوان شوگون جدید منصوب کرد.

## دربار شمالی و جنوبی
پس از آنکه نخستین شوگون، آشیکاگا تاکائوجی خود را به عنوان شوگون (فرماندار نظامی) تثبیت کرد، با امپراتور گو-دایگو اختلافاتی در مورد چگونگی اداره کشور به وجود آمد. این اختلاف باعث شد تا تاکائوجی شاهزاده یوتاهیتو، پسر دوم امپراتور گو-فوشیمی را به عنوان امپراتور کومیو به امپراتوری منصوب کند در حالی که امپراتور گو-دایگو از کیوتو فرار کرد. ژاپن متعاقباً بین دو دربار امپراتوری تقسیم شد: دربار شمالی واقع در کیوتو، به نفع امپراتور کومیو و تحت تأثیر خاندان آشیکاگا، و دربار جنوبی واقع در یوشینو، به نفع امپراتور گو-دایگو دربارهای شمالی و جنوبی درگیر مبارزه ایدئولوژیک برای دستیابی به قدرت بودند که برای ۵۶ سال ادامه داشت، تا اینکه دربار جنوبی در زمان سلطنت حکمرانی آشیکاگا یوشی‌میتسو در سال ۱۳۹۲ انصراف داد.

## ساختار دولت
شوگون‌سالاری آشیکاگا ضعیف‌ترین دولت در بین سه دولت نظامی ژاپن بود. برخلاف سلف خود، شوگون‌سالاری کاماکورا یا جانشین آن، شوگون‌سالاری توکوگاوا، هنگامی که آشیکاگا تاکائوجی دولت خود را تأسیس کرد، دارای قلمروی شخصی کمی بود که بتواند از حکومت خود حمایت کند. شوگون‌سالاری آشیکاگا به شدت به اعتبار و اقتدار شخصی شوگون خود متکی بود. سیستم متمرکز ارباب-ملازمی استفاده شده در سیستم کاماکورا با سیستم بسیار غیر متمرکز دایمیو (ارباب محلی) جایگزین شد، و به دلیل کمبود سرزمین‌های تحت مالکیت مستقیم، قدرت نظامی شوگون به شدت به وفاداری دایمیو بستگی داشت.
از طرف دیگر، دربار امپراتوری تهدیدی معتبر برای حکومت نظامی نبود. عدم موفقیت تجدید حیات کن‌مو ‏، دربار را ضعیف و مطیع کرده بود، وضعیتی که آشیکاگا تاکائوجی آن را تقویت کرد. اقتدار دایمیوی محلی از زمان کاماکورا بسیار گسترش یافت. شوگوهای (فرمانداران) منصوب شوگون علاوه بر مسئولیت‌های نظامی و پلیسی، اکنون قدرت عدالت، اقتصادی و مالیاتی فرماندهان محلی امپراتوری نیز کم شده بود، در حالی که دارایی‌های دولت در هر استان به سرعت در اختیار دارایی‌های شخصی دایمیوها یا ملازمان آنها قرار می‌گرفت. از دست دادن نفوذ سیاسی و پایگاه اقتصادی تحت حاکمیت شوگان سوم، آشیکاگا یوشیمیتسو به اوج خود رسید.
پس از یوشیمیتسو، ضعف ساختاری جنگجویان آشیکاگا در اثر مشکلات جانشینی و مرگ‌های زودرس آشکار شد و بعد از شورش اونین بسیار حادتر شد، و پس از آن شوگون‌سالاری آشیکاگا به چیزی بیشتر از یک نیروی سیاسی محلی در کیوتو تقلیل یافت.

### ارتباط با خارج
شوگون‌سالاری آشیکاگا از طریق پادشاهی چوسان در شبه‌جزیره کره با امپراتوری چین در ارتباط بود.

## سقوط شوگون‌سالاری
همان‌طور که دایمیو به‌طور فزاینده‌ای درگیر جنگ در بین قدرت در شورش اونین بود، وفاداری به شوگون‌سالاری به‌طور فزاینده ای تیره و تار شد، تا اینکه در اواخر دوره موروماچی، که به عنوان دوره سنگوکو (دوره جنگ‌های داخلی ژاپن) نیز شناخته می‌شود، به یک جنگ آشکار تبدیل شد.
هنگامی که آشیکاگا یوشی‌ترو در سال ۱۵۶۵ ترور شد، یک جاه‌طلب، اودا نوبوناگا، فرصت را غنیمت شمرد و برادر کوچکتر شوگون قبلی، آشیکاگا یوشی‌آکی را به عنوان پانزدهمین شوگون منصوب کرد. با این حال، یوشی‌آکی فقط یک حاکم دست‌نشانده نوبوناگا بود.
هنگامی که نوبوناگا آشیکاگا یوشی‌آکی را از کیوتو بیرون راند، سرانجام شوگون‌سالاری آشیکاگا منهدم شد. در ابتدا، آشیکاگا یوشی‌آکی به شیکوکو فرار کرد. پس از آن، وی از طرف خاندان موری در غرب ژاپن حمایت شد. بعداً، تویوتومی هیده‌یوشی درخواست کرد که یوشی‌آکی او را به عنوان پسرخوانده و شانزدهمین شوگون بپذیرد، اما یوشی‌آکی نپذیرفت.
خانواده آشیکاگا از قرن شانزدهم به بعد نیز دوام آوردند و شاخه‌ای از آن به دایمیوی قلمروی کیتسورگاوا تبدیل شد.

## فهرست شوگون‌های آشیکاگا
| ترتیب       | نام                                 | تصویر | دوره زندگی | تصدی      | مدت شوگونی      | وقایع |
| ----------- | ----------------------------------- | ----- | ---------- | --------- | --------------- | --- |
| ۱           | آشیکاگا تاکائوجی                    |       | ۱۳۰۵–۱۳۵۸  | ۱۳۳۸–۱۳۵۸ | ۱۹ سال و ۸ ماه  | آشیکاگا تاکائوجی به عنوان سی تایشوگون منصوب شد. ۱۳۵۱ واکو (دزد دریایی) (دزدان دریایی ژاپنی فعال در کره و سواحل سرزمین اصلی چین) به سواحل گوریو حمله کردند. |
| ۲           | آشیکاگا یوشی‌آکیرا                   |       | ۱۳۳۰–۱۳۶۸  | ۱۳۵۸–۱۳۶۷ | ۹ سال           | سال ۱۳۶۷ گوریو از ژاپن می‌خواهد دزدان دریایی ژاپنی را ممنوع کند. |
| ۳           | آشیکاگا یوشی‌میتسو                   |       | ۱۳۵۸–۱۴۰۸  | ۱۳۶۷–۱۳۹۵ | ۲۶ سال          | سال ۱۳۶۹ امپراتور هونگ‌وو از دودمان مینگ در چین از ژاپن درخواست کرد تا واکو (دزد دریایی) را سرکوب کند. ۱۳۹۲ دربارهای شمالی و جنوبی متحد شدند. |
| ۴           | آشیکاگا یوشی‌موچی                    |       | ۱۳۸۶–۱۴۲۸  | ۱۳۹۵–۱۴۲۳ | ۲۸ سال و ۴ ماه  | در سپتامبر، فرستاده دودمان مینگ نامه ای خطاب به "پادشاه ژنرال ژاپن" فرستاد. ۱۴۰۴ تجارت متقابل ژاپن و دودمان مینگ آغاز شد. |
| ۵           | آشیکاگا یوشی‌کازو                    |       | ۱۴۰۷–۱۴۲۵  | ۱۴۲۳–۱۴۲۵ | یک سال و ۱۱ ماه | از کودکی بیمار بود و به به دلیل حضور پدرش آشیکاگا یوشی‌موچی بازنشسته و کانری (معاون شوگون) با نفوذ، عملاً هیچ قدرت واقعی نداشت. در سن ۱۷ سالگی درگذشت. |
| ۶           | آشیکاگا یوشی‌نوری                    |       | ۱۳۹۴–۱۴۴۱  | ۱۴۲۸–۱۴۴۱ | ۱۲ سال و ۳ ماه  | ۱۴۲۹ شاه شو هاشی پادشاهی ریوکیو را تأسیس می‌کند. ۱۴۲۹ شورش ولایت هاریما آغاز می‌شود. ۱۴۳۸ شورش ایکیو آغاز می‌شود. ۱۴۴۱ آشیکاگا یوشی‌نوری در جریان شورش کاکیتسو ترور شد. |
| ۷           | آشیکاگا یوشی‌کاتسو                   |       | ۱۴۳۳–۱۴۴۳  | ۱۴۴۲–۱۴۴۳ | ۸ ماه           | آشیکاگا یوشی‌کاتسو در سن ۹ سالگی درگذشت. او که به اسب سواری علاقه داشت، در سقوط از اسب به‌طور مرگباری مجروح شد. |
| ۸           | آشیکاگا یوشی‌ماسا                    |       | ۱۴۳۵–۱۴۹۰  | ۱۴۴۹–۱۴۷۴ | ۲۴ سال و ۸ ماه  | ۱۴۵۲ هوسوکاوا کاتسوموتو سمت کانری را بر عهده گرفت. ۱۴۶۷ جنگ اونین آغاز می‌شود. |
| ۹           | آشیکاگا یوشی‌هیسا                    |       | ۱۴۶۵–۱۴۸۹  | ۱۴۷۴–۱۴۸۹ | ۱۵ سال و ۴ ماه  | ۱۴۷۷ جنگ اونین به پایان می‌رسد. شورش توکوسی در کیوتو آغاز می‌شود. ۱۴۸۵ شورش ولایت یاماشیرو آغاز می‌شود (تا سال ۱۴۹۳). |
| ۱۰          | آشیکاگا یوشی‌تانه                    |       | ۱۴۶۵–۱۵۲۲  | ۱۴۹۰–۱۴۹۳ | ۳ سال           | در سال ۱۴۹۳ کودتای میئو در کیوتو رخ داد و در نتیجه آشیکاگا یوشی‌تانه از سمت شوگون برکنار و به زندان انداخته شد. او از جایی که در آن زندانی شده بود می‌گریزد. |
| ۱۱          | آشیکاگا یوشی‌زومی                    |       | ۱۴۷۸–۱۵۱۳  | ۱۴۹۳–۱۵۰۸ | ۱۳ سال و ۴ ماه  | ۱۴۸۸ کاگا ایکی/ در ولایت کاگا، شروع می‌شود (تا سال ۱۵۸۰). ۱۴۸۹ آشیکاگا یوشیماسا، در شهر کیوتو معبد گینکاکو-جی را می‌سازد. ۱۴۹۵ هوجو سوئون قلعه اوداوارا (شهر اوداوارا، استان کاناگاوا) را تصرف می‌کند. در سال ۱۵۰۷، هوسوکاوا ماساموتو که درگیر اختلافات جانشینی شوگون بود، ترور شد. |
| ۱۰ (دوباره) | آشیکاگا یوشی‌تانه / آشیکاگا یوشیتادا |       | ۱۴۶۵–۱۵۲۲  | ۱۵۰۸–۱۵۲۱ | ۱۳ سال و ۶ ماه  | آشیکاگا یوشی‌تانه در سال ۱۵۰۸ وارد کیوتو شد و با ارتش اوئوچی یوشیئوکی پایتخت را هدف گرفت. ارتش شوگون یازدهم آشیکاگا یوشی‌زومی که قدرتش رو به تضعیف بود، از کیوتو به ولایت اومی (استان شیگا کنونی) گریخت. با ادامه این حرکت، آشیکاگا یوشی‌تانه کیوتو را اشغال کرد و دوباره به عنوان شوگون منصوب شد. |
| ۱۲          | آشیکاگا یوشی‌هارو                    |       | ۱۵۱۰–۱۵۵۰  | ۱۵۲۱–۱۵۴۵ | ۲۵ سال          | ۱۵۴۲ سایتو دوسان خاندان توکی را اخراج می‌کند و ولایت مینو (در جنوب استان گیفو کنونی) را تصرف می‌کند. ۱۵۴۳ پرتغالی‌ها در تانه‌گاشیما به ساحل ژاپن وارد شدند و اسلحه به ژاپن وارد شد. |
| ۱۳          | آشیکاگا یوشی‌ترو                     |       | ۱۵۳۵–۱۵۶۵  | ۱۵۴۵–۱۵۶۵ | ۱۸ سال و ۵ ماه  | ۱۵۴۹ فرانسیس خاویر در کاگوشیما فرود آمد و مسیحیت به ژاپن معرفی شد. ماتسودایرا تاکه‌چیو (بعدها توکوگاوا ایه‌یاسو) توسط خاندان ایماگاوا گروگان گرفته شد. ۱۵۵۳ نبردهای کاواناکاجیما بین اوئه‌سوگی کنشین و تاکدا شینگن درگرفت. تا سال ۱۵۶۴ در مجموع پنج بار نبرد انجام شد. ۱۵۵۵ در نبرد ایتسوکوشیما، موری موتوناری، سوئه هاروکاتا را شکست می‌دهد. ۱۵۶۰ اودا نوبوناگا ایماگاوا یوشیموتو را در نبرد اوکه‌هازاما شکست داد. |
| ۱۴          | آشیکاگا یوشی‌هیده                    |       | ۱۵۳۸–۱۵۶۸  | ۱۵۶۴–۱۵۶۸ | ۸ ماه           | ۱۵۶۸ اودا نوبوناگا برای پشتیبانی از آشیکاگا یوشی‌آکی به کیوتو می‌رود. |
| ۱۵          | آشیکاگا یوشی‌آکی                     |       | ۱۵۳۷–۱۵۹۷  | ۱۵۶۸–۱۵۸۸ | ۱۹ سال و ۳ ماه  | ۱۵۷۳ اودا نوبوناگا پانزدهمین شوگون، آشیکاگا یوشی‌آکی را به ولایت کاواچی (استان اوساکا شرقی کنونی) تبعید کرد که منجر به فروپاشی شوگون‌سالاری موروماچی شد. |